# Helen Gallagher
Helen Gallagher (Brooklyn (New York), 19 juli 1926 – aldaar, 24 november 2024) was een Amerikaanse theater/televisieactrice.

## Biografie
Gallagher is geboren in de borough Brooklyn van New York, en verhuisde al snel naar Westchester County. Tijdens de Grote Depressie in de jaren dertig verhuisde zij met haar familie terug naar New York, naar de borough The Bronx. Haar ouders leefden apart van elkaar en zij is in haar jeugd opgevoed door een tante.
Gallagher begon met acteren in het theater; zo maakte zij in 1944 haar debuut op Broadway in de musical Seven Lively Arts. Hierna speelde zij nog meerdere rollen op Broadway zoals in de musical Guys and Dolls (in 1955) en in Shakespeare's Much Ado About Nothing (in 1972).
Gallagher begon in 1949 met acteren voor televisie in de televisieserie Manhattan Showcase. Hierna speelde zij nog meerdere rollen in televisieseries en films. Haar grootste bekendheid dankte ze aan haar rol als Maeve Ryan in de televisieserie Ryan's Hope waarin zij in de jaren zeventig en tachtig in meer dan tweeduizend afleveringen speelde. Voor deze rol is zij twee keer genomineerd geweest voor een Emmy Award (1979 en 1981). Zij heeft ook drie keer een Emmy Award gewonnen, in 1976, 1977 en 1988. in 1997 stopte zij met het acteren om van haar rust te genieten.
Gallagher overleed op 24 november 2024 op 98-jarige leeftijd.

## Filmografie

### Films
- 1997 Neptune's Rocking Horse – als Sadie
- 1977 Roseland – als Cleo
- 1976 The American Woman: Portraits of Courage – als Mary Harris
- 1960 Shangri-La – als Lise
- 1960 Strangers When We Meet – als Betty Anders

### Televisieseries
Uitgezonderd eenmalige gastrollen.
- 1997-1998 One Life to Live – als dr. Maud Boylan - 6 afl.
- 1995 All My Children – als verpleegster Harris - 2 afl.
- 1989 Another World – als Hannah Tuttle – 2 afl.
- 1975 – 1989 Ryan's Hope – als Maeve Ryan – 2149 afl.
- 1949 Manhattan Showcase – als gaste - ? afl.

## Theaterwerk opBroadway
- 1978 The American Dance Machine – als ??
- 1972 – 1973 Much Ado About Nothing – als assistente van mr. Saddler
- 1971 No, No, Nanette – als Lucille Early
- 1970 Cry for Us All – als Bessie Legg
- 1966 – 1967 Mame – als Agnes Gooch / Vera Charles
- 1966 Sweet Sharity – als Nickie
- 1958 Portofino – als Kitty
- 1955 Finian's Rainbow – als Sharon McLonergan
- 1955 Guys and Dolls – als mrs.. Adelaide
- 1954 The Pajama Game – als Gladys
- 1953 Hazel Flagg – als Hazel Flagg
- 1952 Pal Joey – als Gladys Bumps
- 1951 Make a Wish – als Poupette
- 1949 – 1950 Touch and Go – als dochter / buurvrouw
- 1947 – 1948 High Button Shoes – als Nancy
- 1947 Brigadoon – als danseres
- 1945 – 1946 Billion Dollar Baby – als buurvrouw / danseres
- 1945 Mr. Strauss Goes to Boston – als Corps de Ballet
- 1944 – 1945 Seven Lively Arts – als Corps de Ballet

- Bibliothèque nationale de France: cb141798283 (data)
- Gemeinsame Normdatei: 134904028
- International Standard Name Identifier: 0000 0000 5518 7504
- Library of Congress Control Number: n88100604
- MusicBrainz: 12a6aaea-b42d-48f3-bb10-96959d6b4753
- SNAC: w6bv9m80
- Virtual International Authority File: 59294048
- WorldCat: E39PBJj8V7DxGWmVq7M9J746rq